# Lono
Lono és un cràter sobre la superfície del planeta nan Ceres, situat amb el sistema de coordenades planetocèntriques a -35.44 ° de latitud nord i 305.84 ° de longitud est. Fa un diàmetre de 20 km. El nom va ser fet oficial per la UAI el 15 d'octubre del 2015 i fa referència a Lono, déu de l'agricultura de la mitologia hawaiana.